# Peter Bohn
Peter Bohn (* 22. November 1833 in Bausendorf; † 11. Juni 1925 in Trier) war ein deutscher Musikwissenschaftler und Choralforscher.

## Leben
Peter Bohn wurde als Sohn des Elementarschullehrers Matthias Bohn (1806–1871) und dessen Ehefrau Anna Maria Neuwinger geboren. Die Mutter entstammte der bekannten Försterfamilie Neuwinger, die im 17. Jahrhundert in Mayen ansässig war, ehe der kesselstattsche Jäger Johann Neuwinger (1743–1809) sich in Bausendorf niederließ. Auch die sechs Söhne der Eheleute Bohn-Neuwinger ergriffen teils den Lehrer-, teils den Försterberuf.
Peter Bohn wurde 1852 nach einer Ausbildung am Brühler Lehrerseminar Volksschullehrer in Trier, 1866 wurde er gymnasialer Oberlehrer und unterrichtete fortan für fast vierzig Jahre lang Musik. Über seine Tätigkeit als Lehrer und vielfältige musikalische Aktivitäten hinaus – z. B. als Organist – machte sich Bohn einen Namen als Musikwissenschaftler. In zahlreichen Veröffentlichungen in Fachzeitschriften beleuchtete er die Theorie und Praxis der mittelalterlichen Musik. Bohn schrieb insbesondere für die Zeitschrift Cäcilia des ihm eng befreundeten Trierer Choralforschers und Dommusikdirektors Michael Hermesdorff sowie später, nach Eingehen dieses Blattes auch für das Gregorius-Blatt des Aachener Domkapellmeisters Heinrich Böckeler, beides wichtige und einflussreiche Publikationsorgane für katholische Kirchenmusik. Bohn war aber auch eifriger Mitarbeiter anderer Fachblätter, insbesondere der Monatshefte für Musikgeschichte. Er übersetzte und edierte theoretische Schriften wie das Dodekachordon des Universalgelehrten Glarean.
Er war Gründungsmitglied und Sekretär des Hermesdorff’schen Choralvereines, dessen Vorsitz er nach dem Tod seines Gründers im Januar 1885 übernahm. Im jahrzehntelang währenden „Trierer Choralstreit“, der sich um die dann auch international diskutierte Frage nach dem authentischen Gregorianischen Choral entspann, vertrat Bohn wie zuvor Hermesdorff die Auffassung, dass die bis zu dessen Tod am Trierer Dom gepflegte alttrierische Choraltradition die lediglich durch eine systematisch durchgeführte Variante, die sog. trierische Terz, abgewandelte ursprüngliche Form der mittelalterlichen Choräle repräsentiere. Diese Fassung wurde zugunsten einer innerkirchlichen Einheit von Hermesdorffs Nachfolger Philipp Jakob Lenz zugunsten der 1874 von Franz Xaver Haberl in Regensburg auf Grundlage eines Reformdruckes von 1614 herausgegebenen, sehr mangelhaften Editio Medicaea aufgegeben, gegen die Hermesdorff Zeit seines Lebens gekämpft hatte, die aber von der Ritenkongregation des Vatikans mit einem 30-jährigen Druckprivileg bedacht und zum Gebrauch empfohlen worden war. Als sich Papst Pius X. mit seinem Motu proprio Tra le sollecitudini und der Herausgabe der sog. Editio Vaticana durch die Mönche der Abtei Saint-Pierre de Solesmes, die bei der Herausgabe des Werkes vergleichbare quellenkritische Kriterien wie der Hermesdorff’sche Choralverein hatten walten lassen, durfte Bohn darin auch einen Erfolg seiner musikhistorischen Arbeiten sehen. Die öffentliche Bestätigung dafür erfolgte 1907 mit der Verleihung des päpstlichen Ehrenkreuzes Pro Ecclesia und Pontifice für den „ausgezeichneten Choralgelehrten und unentwegten Vorkämpfer der traditionellen Melodien“. In der internationalen Kommission, die die Editio Vaticana vorbereitet hatte, war auch ein deutscher Laie vertreten: der aus Trier-Kürenz stammende Peter Wagner, ebenfalls ein enger Freund Peter Bohns und ehemalige Lieblingsschüler Michael Hermesdorffs, der in der Zwischenzeit zum Präsidenten der Internationalen Gesellschaft für Musikwissenschaft sowie zum Direktor der von Leo XIII. approbierten Gregorianischen Akademie und zum Professor für Musikwissenschaft und Kirchenmusik an der Universität Fribourg ernannt worden war.
Peter Bohn verstarb 1925 in Trier. Den Codex Bohn, eine überaus wertvolle mittelalterliche Choralhandschrift, die gemeinsam mit den kostbaren Codices des Domschatzes und der Stadtbibliothek Grundlage ausgedehnter Forschungen des Hermesdorff’schen Choralvereines gewesen und in den handschriftlichen Beilagen zu dessen Zeitschrift Cäcilia für die Mitglieder des Choralvereines ausführlich diskutiert worden war, vermachte er der Stadtbibliothek Trier.

## Schriften
- Glarean (Heinrich Loriti), Dodekachordon (Nachweis der 12 Tonarten), übersetzt von Peter Bohn (= Publikation älterer praktischer und theoretischer Musikwerke 16), Leipzig 1888
- Marienklage. Hdschrft. a. d. 15. Jahrh., in: Monatshefte für Musikgeschichte, Verlag Trautwein, Berlin 1877, S. 1
- Theophilus. Hdschrft. a. d. 15. Jahrh., in: Monatshefte für Musikgeschichte, Verlag Trautwein, Berlin 1877, S. 3
- Nicolaus Wollick aus Serovilla, in: Monatshefte für Musikgeschichte, Verlag Trautwein, Berlin 1877, S. 56
- Musica Beronensis seu Prologus in Tonarium, in: Monatshefte für Musikgeschichte, Verlag Trautwein, Berlin 1877, S. 223
- Oddo’s von Clugny Dialog, übersetzt von Peter Bohn, in: Monatshefte für Musikgeschichte, Verlag Trautwein, Berlin 1880, S. 23
- Das liturgische Recitativ und dessen Bezeichnung in den liturgischen Büchern des Mittelalters, in: Monatshefte für Musikgeschichte, Verlag Trautwein, Berlin 1887, S. 29 ff
- Philipp von Vitry, in: Monatshefte für Musikgeschichte, Verlag Trautwein, Berlin 1890, S. 141
- Einige musikgeschichtliche Notizen aus dem ehemaligen Churfürstentum Trier, in: Monatshefte für Musikgeschichte, Verlag Trautwein, Berlin 1892, S. 35
- Raimondo Mei (Biographisches), in: Monatshefte für Musikgeschichte, Verlag Trautwein, Berlin 1892, S. 163
- Die Plica im gregorianischen Gesänge im Mensuralgesange, in: Monatshefte für Musikgeschichte, Verlag Trautwein, Berlin 1895, S. 47
- Eine Trierer Liederhds. 15.–16. Jh., mit Tonsätzen, in: Monatshefte für Musikgeschichte, Verlag Trautwein, Berlin 1897, S. 37
- Die chromatische Alteration im liturgischen Gesang der abendländischen Kirche von Gustav Jacobsthal, in: Monatshefte für Musikgeschichte, Breitkopf & Härtel, Leipzig 1898, S. 40f
- Notker’s Sequenzen, in: Monatshefte für Musikgeschichte, Verlag Trautwein, Berlin 1902, S. 17
- Reform-Choral von Pat. Molitor, Anzeige, in: Monatshefte für Musikgeschichte, Verlag Trautwein, Berlin 1902, S. 18
- Der Gregorianische Choral von A. Urspruch, in: Monatshefte für Musikgeschichte, Verlag Trautwein, Berlin 1902, Anzeige 19
- Der Gregorianische Choral; Entstehung und Entwickelung der Notenschrift. Vortrag, in: Monatshefte für Musikgeschichte, Verlag Trautwein, Berlin 1902, S. 71. 87
- Beleuchtung einiger Stellen aus der von Domkapellmeister Ph. J. Lenz verfaßten Broschüre, betitelt: Einheitlicher liturgischer Gesang der Diözese. Ein Wort zur Trier’schen Choralbücherfrage. Selbstverlag des Verfassers, Trier 1889
- Der Gregoriusbote und der Trierische Choral
- "Beiträge zur Musikgeschichte der Diözese Trier 1870-1904"